# Cyro Pimentel
Cyro de Mello Pimentel (São Paulo, 22 de outubro de 1926 - São Paulo, 7 de fevereiro de 2008) foi um poeta da Academia Paulista de Letras e diretor do Hospital das Clínicas da Faculdade de Medicina da Universidade de São Paulo.

## Biografia

### Vida pessoal
Cyro cursou o primário no grupo escolar e o secundário no Ginásio Anchieta, os dois localizados em São Paulo.
Em 1943 matriculou-se na Escola Técnica de Comércio "Carlos de Carvalho", obtendo o diploma de Contador. Faleceu no dia 7 de fevereiro de 2008, deixando sua esposa Amélia de Mello Pimentel, 4 filhos, genros, nora, 10 netos e uma bisneta.

### Vida profissional
Foi Diretor da Divisão de Finanças do Hospital das Clínicas da Faculdade de Medicina de São Paulo, aposentando-se em 1985.

### Poeta
Frequentou entre 1936 e 1940 a Biblioteca Infantil, dirigida por D. Lenyra Franccaroli, onde encontravam-se também, Paulo Bonfim, Ida Laura, Paulo Vanzolini e Paulo Sérgio Milliet. 
Em 1948, participou da 1ª Exposição de Poesia Ilustrada, no Clube dos Artistas, organizada por Reynaldo Bairão, com a presença dos poetas Paulo Sérgio Milliet, Décio Pignatari, Dalmo Florence e dos ilustradores Darcy Penteado e Aldemir Martins. 
Ainda em 1948, publicou seu primeiro livro "Poemas", através do Clube de Poesia de São Paulo, dirigido pelo acadêmico Cassiano Ricardo, de onde subsequentemente saíram os "Cadernos" de André Carneiro, Haroldo de Campos, Décio Pignatari e Geraldo Pinto Rodrigues, entre outros. 
Em 1976, fundou com Domingos Carvalho da Silva e Afrânio Zuccolotto a "Revista de Poesia e Crítica", atualmente em seu 20º número.

### Vida acadêmica
Em 1985 foi eleito para Academia Paulista de Letras, onde tomou posse a 19 de abril de 1986, sendo recebido pelo acadêmico Péricles Eugênio da Silva Ramos, que em seu discurso de recepção fez um estudo transcendente de sua poesia. 
Foi 1º Tesoureiro da academia nas presidências de Péricles Eugênio da Silva Ramos (1986-1989) e de Rubens Teixeira Scavone (1994-1998). 
Em 1995 desligou-se do Clube de Poesia de São Paulo. Pertenceu à Geração de 45 e em 1980, recebeu o Prêmio "Pen Clube de São Paulo", com o livro "Poemas Atonais".
No dia 25 de Setembro de 2001 foi admitido na Ordem do Ipiranga, no grau de Grã-Cruz.
No dia 10 de março de 2004 foi-lhe concedida a Medalha Rosa da Solidariedade do Fundo Social de Solidariedade do Estado de São Paulo